# Arrondissement Gros-Morne

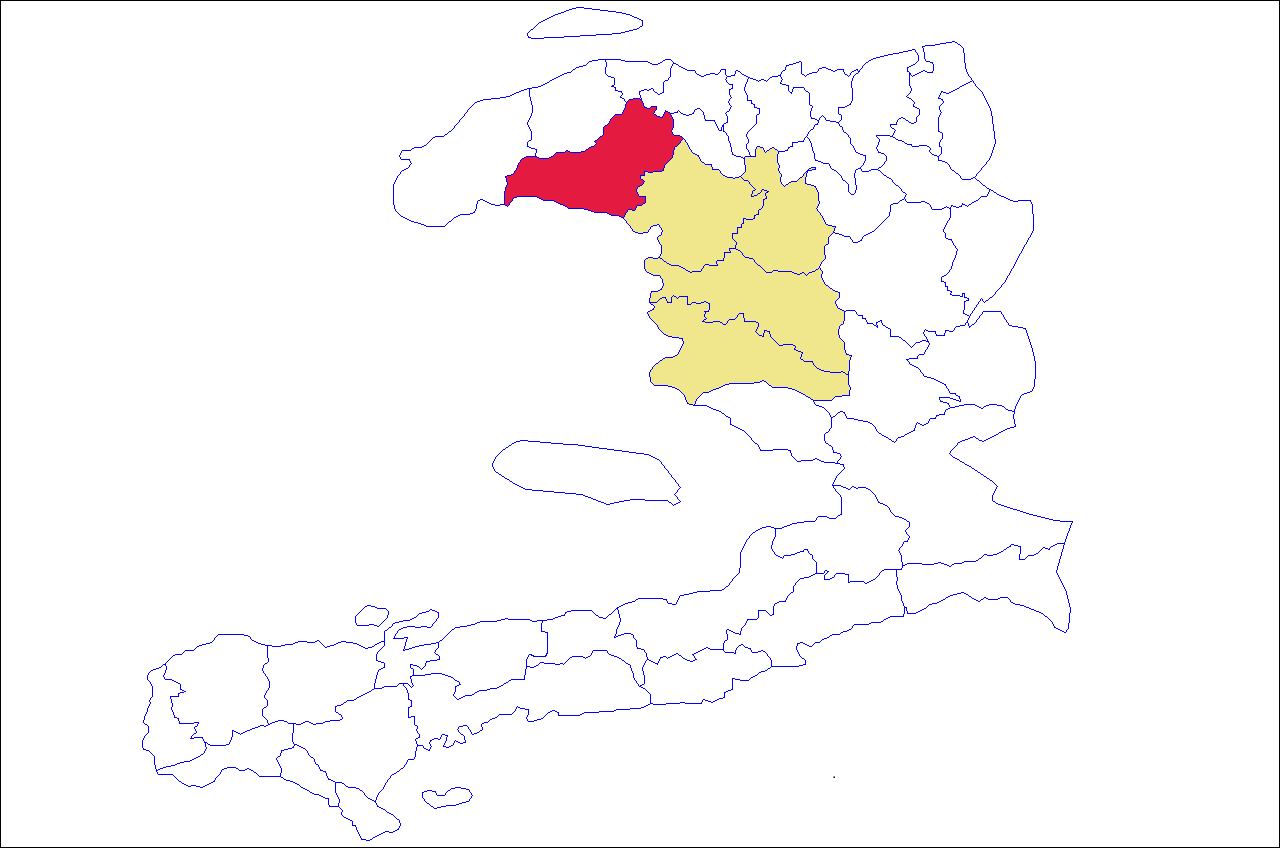
Lage des Arrondissement Gros-Morne in Haiti und im Département Artibonite

Das Arrondissement Gros-Morne ist eine der fünf Verwaltungseinheiten des Département Artibonite, Haiti. Hauptort ist die Stadt Gros-Morne.

## Lage und Beschreibung
Das Arrondissement grenzt im Norden an die Arrondissements Port-de-Paix und Saint-Louis du Nord, im Nordosten an Borgne, im Osten an das Arrondissement Plaisance, im Südosten an Gonaïves, im Süden an den Golf von Gonâve und im Westen an Môle Saint-Nicolas.
In dem Arrondissement gibt es die drei Gemeinden
- Gros-Morne (rund 156.000 Einwohner)
- Anse-Rouge (rund 43.000 Einwohner) und
- Terre-Neuve (rund 31.000 Einwohner)

Das Arrondissement hat rund 230.000 Einwohner (Stand: 2015).
Die Route Nationale 5 (RN-5) führt durch das Arrondissement Gros-Morne.